# Konvention von Reichstadt

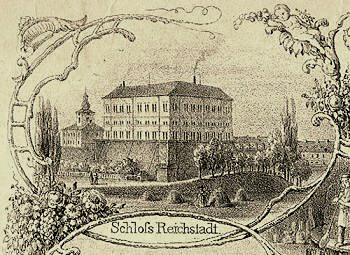
Schloss Reichstadt in der zweiten Hälfte des 19. Jahrhunderts

Die Konvention von Reichstadt (auch: Vereinbarung von Reichstadt) war eine außenpolitische Einigung zwischen Österreich-Ungarn und dem Russischen Kaiserreich, die am 8. Juli 1876 im böhmischen Reichstadt geschlossen wurde.
In Anwesenheit von Zar Alexander II. und Kaiser Franz Joseph sowie der Politiker Alexander Michailowitsch Gortschakow und Gyula Andrássy einigte man sich auf ein gemeinsames Konzept zur Lösung der orientalischen Frage. Dies war durch Unruhen im Osmanischen Reich sowie die Machtinteressen beider Großmächte auf dem Balkan notwendig geworden.

## Form

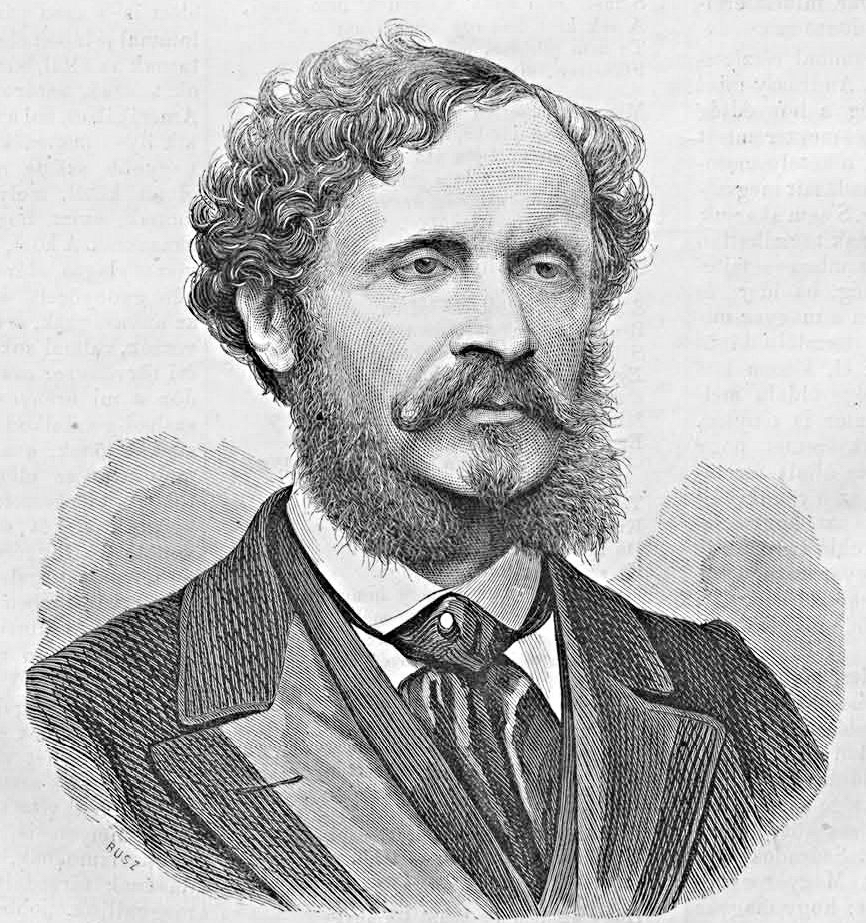
Andrássy
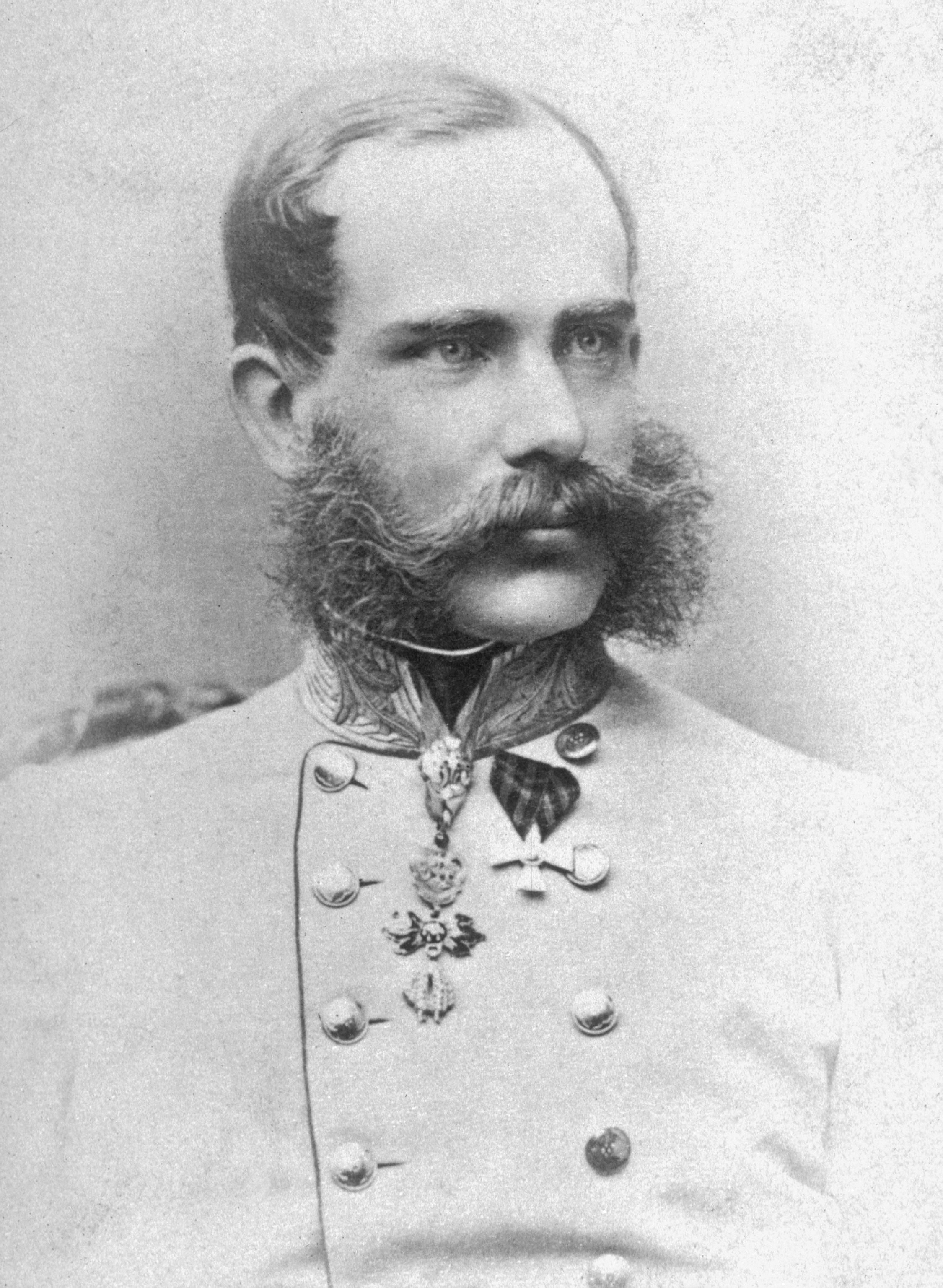
Franz Joseph
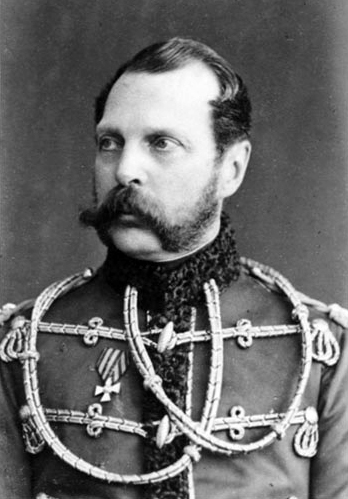
Alexander II.
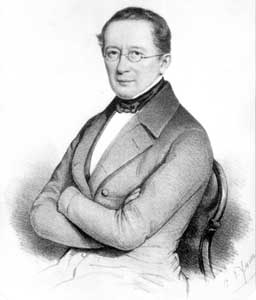
Gortschakow

Die Verhandlungen fanden in einem privaten und fast informellen Rahmen statt. Bezeichnend ist, dass die Ergebnisse des Treffens nicht schriftlich festgehalten wurden, sodass die österreichische und die russische Auffassung der Ergebnisse sich signifikant unterschieden. Es wurde weder eine formelle Konvention unterzeichnet noch auch nur ein Protokoll unterzeichnet. Die Ergebnisse diktierte Andrássy dem russischen Botschafter in Wien, unabhängig davon diktierte Gortschakow einem Beamten eine Niederschrift, beides wurde von der jeweils anderen Seite nicht beglaubigt.
So war vor allem die Reichweite der österreichischen Annexionen in Bosnien und Herzegowina umstritten. Bedingt durch diese Unstimmigkeiten wurde die Konvention beim Treffen von Istanbul und im Budapester Vertrag noch einmal verhandelt, aber größtenteils bestätigt bzw. ergänzt.

## Inhalt
Allgemein gelten folgende Aussagen als Kerninhalte der Reichstädter Übereinkunft.
- Österreichische Neutralität im Falle eines russischen Angriffs auf das Osmanische Reich (siehe: Russisch-Osmanischer Krieg von 1877/78)
- Aufteilung des Balkan in eine russische und eine österreichische Einflusssphäre
- Annexion bosnisch-herzegowinischen Gebietes durch Österreich-Ungarn

Einig waren sich beide Seiten vor allem in der Versicherung Russland gegenüber Österreich-Ungarn, keinen großen slawischen Staat (Großserbien und/oder Großbulgarien) auf dem Balkan entstehen zu lassen. Im Detail jedoch zeigen sich deutliche Unterschiede der Versionen Gortschakows und Andrássys:
| Gebiet, Region, Land    | österreichisch-ungarische Niederschrift (Andrássy)                                                 | russische Niederschrift (Gortschakow) |
| ----------------------- | -------------------------------------------------------------------------------------------------- | --- |
| Serbien                 | erhält eine gewisse Vergrößerung                                                                   | erhält Teile Altserbiens und Bosniens |
| Montenegro              | erhält einen Teil der Herzegowina                                                                  | erhält die ganze Herzegowina und einen Adriahafen |
| Bosnien und Herzegowina | wird – bis auf den an Montenegro fallenden Teil der Herzegowina – von Österreich-Ungarn annektiert | nur der Westen („Türkisch-Kroatien“) und einige angrenzende Teile Bosniens werden von Österreich-Ungarn annektiert, der Rest fällt an Serbien (keine österreich-ungarischen Rechte auf Teile der Herzegowina erwähnt) |
| Bulgarien und Rumelien  | werden autonome Provinzen innerhalb des Osmanischen Reiches                                        | werden unabhängige Fürstentümer |
| Albanien                | wird eine autonome Provinz innerhalb des Osmanischen Reiches                                       | nicht erwähnt |
| Griechenland            | erhält Epirus und Thessalien sowie Kreta                                                           | erhält Epirus und Thessalien (Kreta nicht erwähnt) |